# هندکی، خیبر پختونخوا
هندکی (به انگلیسی: Hindki) یک منطقهٔ مسکونی در پاکستان است که در خیبر پختونخوا واقع شده‌است. هندکی ۳۶۲ متر بالاتر از سطح دریا واقع شده‌است.